# Австрия на «Евровидении-2012»
Австрия приняла участие в национальном отборочном конкурсе Евровидение 2012 в Баку, Азербайджан. Своего представителя выбрала посредством конкурса Österreich rockt den Song Contest, который организовывает Австрийский национальный вещатель ORF.

## Национальный финал
23 сентября 2011 года ORF объявил, что изменений в процессе отбора участника не произойдет. Радиостанция Hitradio Ö3 все так же будет играть очень важную роль в национальном отборе.
30 ноября 2011 года ORF объявил 9 исполнителей, которые будут участвовать в национальном финале конкурса Österreich rockt den Song Contest, который состоится 24 февраля 2012 года. Десятый финалист был выбран благодаря открытому песенному конкурсу. Любой заинтересованный исполнитель мог подать свою заявку до конца декабря. В итоге было предоставлено более 100 композиций. 9 января 2012 года ORF объявил десятого финалиста конкурса Österreich rockt den Song Contest. Им стала группа Mary Broadcast Band. Все песни финала конкурса будут транслироваться на радио Hitradio Ö3.
Ведущими финала стали Мирьям Вайшельбраун, Роберт Кратки и Энди Нолл.
| Номер | Исполнитель         | Песня                     |
| ----- | ------------------- | ------------------------- |
| 1     | James Cottriall     | «Stand Up»                |
| 2     | Krautschädl         | «Einsturzgefohr»          |
| 3     | Valerie             | «Comme ça»                |
| 4     | 3punkt5             | «Augenblick»              |
| 5     | Кончита Вурст       | «That’s What I Am»        |
| 6     | Mary Broadcast Band | «How Can You Ask Me?»     |
| 7     | !DelaDap            | «Don’t Turn Around»       |
| 8     | Papermoon           | «Vater, father, mon père» |
| 9     | Trackshittaz        | «Woki mit deim Popo»      |
| 10    | Norbert Schneider   | «Medicate My Blues Away»  |

#### Суперфинал
| Номер | Исполнитель   | Песня                | Голосование | Место |
| ----- | ------------- | -------------------- | ----------- | ----- |
| 1     | Кончита Вурст | «That’s What I Am»   | 49 %        | 2     |
| 2     | Trackshittaz  | «Woki mit deim Popo» | 51 %        | 1     |

## На конкурсе песни Евровидение
Австрия выступила в первом полуфинале конкурса, который состоялся 22 мая 2012 года, однако в финал выйти не сумела.